# Crevedia Mare
Crevedia Mare – wieś w Rumunii, w okręgu Giurgiu, w gminie Crevedia Mare. W 2011 roku liczyła 1672 mieszkańców.